# Rogério Ceni
Rogério Mücke Ceni (ur. 22 stycznia 1973 w Pato Branco) – brazylijski piłkarz grający na pozycji bramkarza. Jest rekordzistą pod względem zdobytych goli wśród bramkarzy, biorąc pod uwagę wszystkie rozgrywki klubowe – ma ich na koncie 131 (stan na 8 grudnia 2015). 7 grudnia 2015 roku, po 25 latach gry dla klubu São Paulo FC ogłosił zakończenie kariery sportowej.

## Kariera zawodnicza

### Sinop FC[1]
Karierę rozpoczynał w niewielkim mieście Sinop leżącym w stanie Mato Grosso. Pod koniec 1989 roku, po kilku latach czynnego uprawiania siatkówki, przypadkowo stanął w bramce amatorskiej drużyny piłkarskiej. Okazało się, że prezentuje na tyle dobre umiejętności, że pozwoliły mu one na początku 1990 roku dostać się do Sinop FC, gdzie został trzecim bramkarzem.
W wyniku kontuzji konkurentów, Rogério niespodziewanie wskoczył do pierwszego składu walczącego o mistrzostwo stanu Mato Grosso roku 1990. Już w pierwszym meczu przeciwko Cáceres (zremisowanym 1-1) 17-latek obronił karnego i popisał się kilkoma udanymi interwencjami. Tym występem przekonał do siebie trenerów i, mimo powrotu do zdrowia pozostałych bramkarzy, utrzymał swoją pozycję w zespole do końca rozgrywek pomagając mu zdobyć pierwszy w historii tytuł mistrza.
Występy młodego bramkarza nie umknęły uwadze szefom słynnego São Paulo FC, którzy we wrześniu 1990 zaprosili go na testy. Szkoleniowcy klubu od razu zauważyli, że Rogério wyraźnie przewyższa umiejętnościami swoich rówieśników i w ten sposób trafił on do juniorskiej drużyny wielokrotnego mistrza Brazylii.

### São Paulo FC
Od 1990 r. grał w klubie São Paulo FC, z którym dwukrotnie wygrał Copa Libertadores i dwukrotnie mistrzostwo klubowych mistrzostw świata.
W klubie strzelił 131 goli. Setną bramkę zdobył w meczu z Corinthians São Paulo w rozgrywkach brazylijskiej ekstraklasy mistrzostw stanowych, strzałem z rzutu wolnego. W 2015 roku stał się pierwszym w historii ligi brazylijskiej piłkarzem, który zdobył 60 bramek z rzutów wolnych. Rogerio Ceni pobił również wiele innych rekordów, np.: najwięcej goli jako bramkarz, najdłuższy staż w jednym klubie, czy najdłuższy okres z opaską kapitana na ramieniu. Poza osiągnięciami indywidualnymi Brazylijczyk może się też poszczycić wieloma sukcesami wraz z zespołem. Zdobył trzykrotnie mistrzostwo Brazylii, dwa razy wygrał Copa Libertadores i raz Klubowe Mistrzostwo Świata. Pod koniec sezonu 2014/2015 Ceni zakończył karierę.

### Reprezentacja Brazylii
W kadrze narodowej Brazylii debiutował 16 grudnia 1997. W reprezentacji rozegrał 17 meczów, w tym jeden na Mistrzostwach Świata w Niemczech w 2006 (zagrał 8 minut), jednak w kadrze nie zdobył bramki.

### Statystyki
ostatnia aktualizacja 1 stycznia 2015
| Klub         | Sezon | Liga krajowa | Liga krajowa | Puchar Kraju | Puchar Kraju | Turnieje Kontynentalne | Turnieje Kontynentalne | Inne Turnieje | Inne Turnieje | Razem | Razem |
| Klub         | Sezon | Mecze        | Gole         | Mecze        | Gole         | Mecze                  | Gole                   | Mecze         | Gole          | Mecze | Gole  |
| ------------ | ----- | ------------ | ------------ | ------------ | ------------ | ---------------------- | ---------------------- | ------------- | ------------- | ----- | ----- |
| São Paulo FC | 1992  | 0            | 0            | -            | -            | 0                      | 0                      | 5             | 0             | 5     | 0     |
| São Paulo FC | 1993  | 1            | 0            | -            | -            | 2                      | 0                      |               | 0             | 3     | 0     |
| São Paulo FC | 1994  | 5            | 0            | -            | -            | 8                      | 0                      | 3             | 0             | 16    | 0     |
| São Paulo FC | 1995  | 4            | 0            | 4            | 0            | -                      | -                      | 13            | 0             | 21    | 0     |
| São Paulo FC | 1996  | 0            | 0            | 0            | 0            | 2                      | 0                      | 2             | 0             | 4     | 0     |
| São Paulo FC | 1997  | 25           | 2            | 4            | 0            | 9                      | 0                      | 29            | 1             | 67    | 3     |
| São Paulo FC | 1998  | 22           | 0            | 6            | 0            | 5                      | 0                      | 24            | 2             | 57    | 3     |
| São Paulo FC | 1999  | 23           | 1            | 3            | 0            | 6                      | 1                      | 26            | 3             | 58    | 5     |
| São Paulo FC | 2000  | 24           | 3            | 12           | 1            | 5                      | 0                      | 32            | 3             | 73    | 8     |
| São Paulo FC | 2001  | 23           | 0            | 6            | 0            | 4                      | 0                      | 24            | 2             | 57    | 2     |
| São Paulo FC | 2002  | 21           | 1            | 8            | 1            | -                      | -                      | 21            | 3             | 50    | 5     |
| São Paulo FC | 2003  | 41           | 2            | 6            | 0            | 8                      | 0                      | 11            | 0             | 66    | 2     |
| São Paulo FC | 2004  | 44           | 3            | -            | -            | 16                     | 2                      | 8             | 0             | 68    | 5     |
| São Paulo FC | 2005  | 39           | 10           | -            | -            | 16                     | 5                      | 20            | 6             | 75    | 21    |
| São Paulo FC | 2006  | 28           | 8            | -            | -            | 15                     | 3                      | 13            | 5             | 56    | 16    |
| São Paulo FC | 2007  | 34           | 7            | -            | -            | 13                     | 1                      | 30            | 2             | 77    | 10    |
| São Paulo FC | 2008  | 35           | 4            | -            | -            | 11                     | 0                      | 21            | 1             | 67    | 5     |
| São Paulo FC | 2009  | 17           | 2            | -            | -            | 3                      | 0                      | 15            | 0             | 35    | 2     |
| São Paulo FC | 2010  | 38           | 4            | -            | -            | 12                     | 1                      | 20            | 3             | 70    | 8     |
| São Paulo FC | 2011  | 36           | 2            | 7            | 0            | 4                      | 0                      | 21            | 6             | 68    | 8     |
| São Paulo FC | 2012  | 24           | 3            | 0            | 0            | 10                     | 1                      | 0             | 0             | 34    | 4     |
| São Paulo FC | 2013  | 35           | 2            | 0            | 0            | 18                     | 3                      | 14            | 1             | 67    | 6     |
| São Paulo FC | 2014  | 35           | 8            | 6            | 1            | 8                      | 0                      | 14            | 1             | 63    | 10    |
| Razem        | Razem | 554          | 62           | 62           | 3            | 180                    | 18                     | 367           | 41            | 1163  | 124   |